# سارة مسلم
سارة عوض عيسى مسلم هي وزيرة الدولة للتعليم المبكر في دولة الإمارات العربية المتحدة. كما تتولى منصب رئيس دائرة التعليم والمعرفة في أبو ظبي وتشغل منصب نائب رئيس مجلس الإدارة ورئيس لجنة التدقيق في شركة الإمارات للاتصالات المتكاملة.

## التعليم
حصلت سارة مسلم على الماجستير في إدارة الأعمال من الجامعة الأميركية في الشارقة، وبكالوريوس في العلوم - إدارة الأعمال من كليات التقنية العليا أبو ظبي، ودبلوم عالي – الخدمات المالية والمصرفية.

## المناصب
تشغل سارة مسلم المناصب التالية:
- عضو المجلس التنفيذي لإمارة أبو ظبي.[6]
- عضو في لجنة جودة الحياة التابعة لمجلس التنفيذي لإمارة أبوظبي.
- رئيس لجنة الكوادر البشرية والإدارة التنفيذية التابعة لمجلس التنفيذي لإمارة أبوظبي.
- عضو مجلس أمناء جائزة خليفة التربوية.[7]
- عضو مجلس أمناء هيئة أبوظبي للطفولة المبكرة
- عضو مجلس أبحاث التكنولوجيا المتطورة
- عضو فريق إدارة الطوارئ والأزمات والكوارث
- عضو مجلس أمناء جامعة محمد بن زايد للعلوم الإنسانية
- عضو مجلس أمناء شركة مُدُن العقارية "مُدُن"